# Ameiropsis brevicornis
Ameiropsis brevicornis is een eenoogkreeftjessoort uit de familie van de Ameiridae. De wetenschappelijke naam van de soort werd in 1907 voor het eerst geldig gepubliceerd door Georg Ossian Sars.